# Luigi Gianturco
Luigi Gianturco, il cui nome completo era Luigi Emanuele Vincenzo (Avigliano, 6 marzo 1894 – Roma, 1º settembre 1972), è stato un avvocato e politico italiano, deputato del Regno d'Italia dal 1939 al 1943.

## Biografia
Nato ad Avigliano, in provincia di Potenza, studiò a Napoli, dove si laureò in Giurisprudenza. Figlio di Francesco e Beatrice Laguardia (Avigliano, 25 luglio 1864 - Avigliano, 2 ottobre 1932)
Era fratello di Vito, Bartolo Gianturco (avvocato e politico), Giuseppe, Vincenzo (ingegnere), Emanuele, Laura, Anna e Vittorio. Inoltre era nipote del giurista e più volte ministro Emanuele Gianturco.
Sposato con Maria Coccia, il cui nome completo era Maria Grazia Caterina Raffaella Coccia (Agerola, 7 febbraio 1893 - Roma, 1974)
È stato Colonnello dei Bersaglieri e Gerarca fascista, il 1º gennaio del 1940 fu nominato Federale di Milano, in sostituzione di Rino Parenti.

## Opere
- Il Mese di Maria, 7 febbraio 1927 - edizioni Marzorati Emilio - Milano.
- Il discorso del 3 gennaio - commento di L.Gianturco, 1932 - edizioni E.L.I.C.A. - Milano.
- Atto di Fede: nel decennale 23 marzo 1919 - 23 marzo 1929 - con prefazione di Arnaldo Mussolini, gennaio 1941 - edizioni Unione Tipografica - Milano.
- Colloqui con mia madre, ottobre 1941 - edizioni Unione Tipografica - Milano.
- Lettera ai Nipoti: La Madre - con prefazione di Davide Fossa, Buenos Aires 1959 - edizioni Italia d'Oltremare, Cangallo 456 - Argentina.
- "Gloria a Roma" - inno musicale: versi di L.Gianturco e musica di Aldo Aytano